# Sumaré (Belo Horizonte)
Sumaré é uma favela da Região Noroeste de Belo Horizonte. Fica ao lado do campus Pampulha (o principal) da Universidade Federal de Minas Gerais.

## História
Sumaré, uma espécie de orquídea que floresce sobre caules de palmeiras e árvores de grande porte, é palavra que dá nome ao local. Sua história começou na década de 60, quando Belo Horizonte recebeu uma grande quantidade de pessoas vindas do interior do estado. De acordo com a URBEL - Companhia Urbanizadora de Belo Horizonte, foi nesta época, em que o crescimento populacional ocorreu de forma mais desordenada e o processo de favelização foi mais intenso na cidade, que surgiu a Vila Sumaré.
Em 1961 começaram a chegar os primeiros moradores. Conta-se que entre 1956 e 1957 o desmatamento de eucaliptos facilitou a ocupação da área. Em apenas seis meses, o terreno já estava todo ocupado. O único conflito registrado foi expulsão de algumas pessoas, realizada pela cavalaria policial na época. Ainda assim, as pessoas expulsas se fixaram em outras partes da própria Vila.
Um levantamento para realização do Orçamento Participativo constatou que existe mais de uma versão para o início da ocupação da vila. A primeira conta que um alemão fugiu para o Brasil, após o fim da Segunda Guerra, e estabeleceu residência no local. Quando descobriram que ele era nazista, teve a casa queimada e foi obrigado a abandonar as terras. Outra versão diz que as terras pertenciam a dois irmãos, que se mudaram para São Paulo. Um ordenou-se padre e nunca mais voltou ao local e o outro faleceu, deixando as terras. Conta-se ainda que um senhor chamado Raimundo Drummond Abdala tentou usar a área como pasto e cercou grande parte dela. Colocou um empregado para evitar as constantes invasões, mas não teve sucesso.
Segundo depoimentos de moradores mais antigos, coletados para a elaboração do OP, um dos fatores que estimularam o processo de assentamento da Vila, foi a necessidade que as famílias tinham em fugir do aluguel. Alguns se apossavam de grandes áreas, fragmentando-as e dividindo-as entre os familiares ou vendendo a terceiros. Assim formaram-se grandes núcleos familiares. Havia uma absoluta carência de infra-estrutura básica: faltava água, luz, rede de esgoto, asfalto, calçamento e transporte. Os moradores, através de mutirão, buscavam soluções como podiam para se adaptar. A água era obtida de duas formas ou pela cisterna de uma residência, na Rua Santa Josefina, ou em uma mina que localizada às margens da BR. Comerciantes da região cediam “bicos” para o acesso a energia elétrica. O esgoto foi feito com tambores precários, que depois enferrujaram.
As freiras da Ordem Clarissas Franciscanas, que atendiam a comunidade no Posto Médico do Instituto Sagrada Família, motivaram as pessoas a se organizar para conquistar melhorias. Padre Milton Tavares da Silva, pároco atuante na Vila desde 1980, incentivou a criação de uma associação de moradores. Ele acreditava que, coletivamente, atingiriam o objetivo de obter água, luz e rede de esgoto, necessidades principais da comunidade nesta época.
Informalmente, a associação iniciou as suas atividades em 1970, com pequenas reuniões realizadas nas casas dos moradores. A primeira Associação de Moradores da Vila Sumaré foi registrada em 1980. Num primeiro momento, a preocupação da entidade era tratar a questão do esgoto, que não foi totalmente solucionada até o momento. Segundo lideranças comunitárias, para canalizar uma pequena parte do esgoto, entre 1980 e 1982, foram utilizados mão-de-obra local e materiais doados por uma fabricante de refrigerantes, localizada na região.
De acordo com a URBEL, a mobilização popular pela conquista de infra-estrutura firmou-se com lideranças da Associação de Moradores da Vila Sumaré e através de convênios com algumas instituições: Prefeitura de Belo Horizonte – PBH / URBEL, SETAS e GTZ, pelo Pró-renda de Cooperação Técnica com contrato de Contribuição Financeira Brasil / Alemanha, representam alguns dos instrumentos que contribuíram para as conquistas de benefícios.
Entre as conquistas da comunidade, está a Creche Comunitária Vila Sumaré, que de 1975 a 1985 funcionou em uma casinha simples, mas com o trabalho conjunto entre Associação, moradores voluntários e um projeto da UFMG - Universidade Federal de Minas Gerais foi construída. A creche oferece regularmente educação e atividades lúdicas para crianças entre 0 a 5 anos, trabalhando a socialização das mesmas.
Ainda na área educacional, foi implantada a Escola Princesa Isabel, em 1966. Outro espaço de referência para a Vila Sumaré é o Centro de Acolhimento ao Menor Santa Inês, fundado em 1989, no Bairro Aparecida, para acolher crianças moradoras da Vila. Hoje, através de convênio com a PBH, o centro atende a 110 crianças e adolescentes. O atendimento médico é realizado no Centro de Saúde Ermelinda, criado em 1992 e localizado no Bairro Aparecida. Após seis anos, foi ampliado para comportar a demanda da população local, que cresceu rapidamente. Em 1998, foram criadas equipes para acompanhar os moradores em suas casas.
A Associação de Moradores da Vila Sumaré hoje é também um espaço destinado a grupos culturais, debates, reuniões, cursos e oficinas de artesanato, além de lutar pela solução de problemas que ainda estão presentes, como áreas de risco de deslizamentos e inundações. A implantação da rede de esgoto e construção de uma área de lazer ainda são conquistas a serem alcançadas. Além da luta social, a Associação busca, através da promoção de eventos, proporcionar cultura e lazer aos moradores. Um deles é o Arraiá do Juá, festa junina que realizada uma vez por ano e tem como atrações: apresentações de teatro, dança, grupos musicais e barraquinhas. Outro evento realizado no local é o “Tô na Mídia”, que acontece três vezes ao ano, com shows de grupos musicais, teatrais e de dança cultura e diversão o dia todo .